# Nez-en-cœur
Cardioderma cor
Genre
Espèce
Statut de conservation UICN

 LC  : Préoccupation mineure
Le Nez-en-cœur (Cardioderma cor) est une espèce de chauves-souris de la famille des Megadermatidae vivant en Afrique de l'Est. C'est l'unique espèce du genre Cardioderma.

## Répartition
Cette espèce est présente au Soudan, au Soudan du Sud, en Éthiopie, en Somalie, à Djibouti, en Érythrée, en Ouganda, au Kenya et en Tanzanie.